# 간섭 제거 빔포밍
간섭 제거 빔포밍(zero forcing beamforming)은 사용자 간 간섭을 없애는 방식으로 다중 사용자 빔포밍을 수행한다. 각 사용자의 빔을 다른 사용자 방향과 직교하도록 구성함으로 사용자간 간섭을 없앤다. 엄밀한 간섭 제거 빔포밍은 다른 사용자 방향과 직교가 되도록만 빔을 만들고 자기 사용자의 방향을 고려하지 않기에 사용자간 간섭을 없앴지만 수신 신호 세기가 줄어 드는 단점이 있을 수 있다. 진보된 간섭 제거 빔포밍은 자기 방향과 간섭들의 방향을 둘 다 고려하여 성능을 최적화하는 빔을 형성한다.

## 다운링크 간섭제거 빔포밍
다운링크 시스템에 빔포밍을 적용한 경우 수신 신호는 {\displaystyle \mathbf {y} =\mathbf {HWs} }와 같이 나타낼 수 있다. 빔포밍 메트릭스인 {\displaystyle \mathbf {W} }는 다운링크 채널 메트릭스에 맞게 구성된다. 다운링크 채널 메트릭스는 빔포밍 할 사용자의 채널 벡터들로 구성된다.
빔포밍 메트릭스를 구성하는 한 방법으로 사용자 채널 벡터들간의 간섭의 제거하는 방법이 있다. 간섭 제거 빔포밍은 빔포밍 메트릭스인 W를 채널 메트릭스를 인버스(inverse)한 메트릭스의 각 열(column)을 정규화한 벡터들로 구성한다. 다시말해서 {\displaystyle \mathbf {W} =normalize(inverse(\mathbf {H} ))}이다.

## 참고 문헌
- T. M. Cover and J. A. Thomas, Elementary of Information Theory, John Wiley & Sons, New York, 1991.
- N. Jindal, MIMO Broadcast Channels with Finite Rate Feedback, IEEE Trans. Information Theory, Vol. 52, No. 11, pp. 5045-5059, Nov. 2006.

## 같이 보기
- 빔포밍
- 다운링크 빔포밍
- 피드백 간섭 제거 빔포밍